# Böhönyey János
Böhönyey János (Kaposvár, 1925. augusztus 28. – 2019. november 16.) Ybl- (1955) és Herder-díjas (2001) építészmérnök, gazdasági mérnök. Hazai és nemzetközi viszonylatban az építésiparosítással, iparszerű építési módokkal foglalkozik.

## Életpályája
Elemi- és középiskolai tanulmányait szülővárosában végezte el. A Budapesti Műegyetemen szerzett építészmérnöki diplomát. 1950–1960 között az IPARTERV tervezője és szakosztályvezetője volt. 1951-ben tanársegéd lett a Lakóépület, majd az Ipari Épületek tervezési tanszékén. 1956-tól a Magyar Építőművészek Szövetségének vezetőségi, 1957–1959 között főtitkára (Perczel Károllyal) volt. 1958–1959 között a Mesteriskola oktatója volt. 1960–1977 között a Típustervező Intézetben (TTI) osztályvezető és irodavezetője volt. 1963-ban gazdasági mérnöki diplomát is szerzett. 1964-ben műszaki doktorátusi végzettséget kapott. 1964–1965 között Angliában, a P. Falconer And Partners irodában dolgozott ösztöndíjasként. 1966–1970 között a Mérnöktovábbképző Intézet előadója volt. 1968-tól a Külügyi Bizottság elnöke volt. 1972–1974 között az ENSZ Európai Gazdasági Bizottságának Építész csoportjában képviselte hazánkat. 1975-ben az USA építésiparosítását tanulmányozta. 1977–1985 között az IPARTERV főmérnökeként tevékenykedett. 1978-ban címzetes egyetemi tanár lett az Építészmérnöki Karon. 1980-tól az MTA Építészettudományi Bizottságának tagja volt. 1984-től a Budapesti Műszaki és Gazdaságtudományi Egyetemen indult angol nyelvű oktatás keretében az épületszerkezetek tárgy tanára volt. 1985-ben nyugdíjba vonult. 2000-től a Magyar Építőművészek Szövetségének örökös tiszteletbeli elnöke volt.

## Jelentősebb alkotásai
- Zalaegerszegi ruhagyár (1950–1951)[3]
- Kaposvári fonoda épületei (1951) [4]
- Vákuumtechnikai Gépgyár (1955)
- Miskolci pamutfonó (1956)

## Díjai, kitüntetései
- Ybl Miklós-díj (1955)
- Munka Érdemrend arany fokozata (1976)
- Schinkel-érem arany fokozata (1981)
- Kotsis Iván-érem (1996)
- A Magyar Érdemrend tisztikeresztje (polgári tagozata) (1998)
- Herder-díj (2001)